# Camprovín
Camprovín is een gemeente in de Spaanse provincie en regio La Rioja met een oppervlakte van 20,45 km². Camprovín telt 155 inwoners (1 januari 2016).

## Demografische ontwikkeling

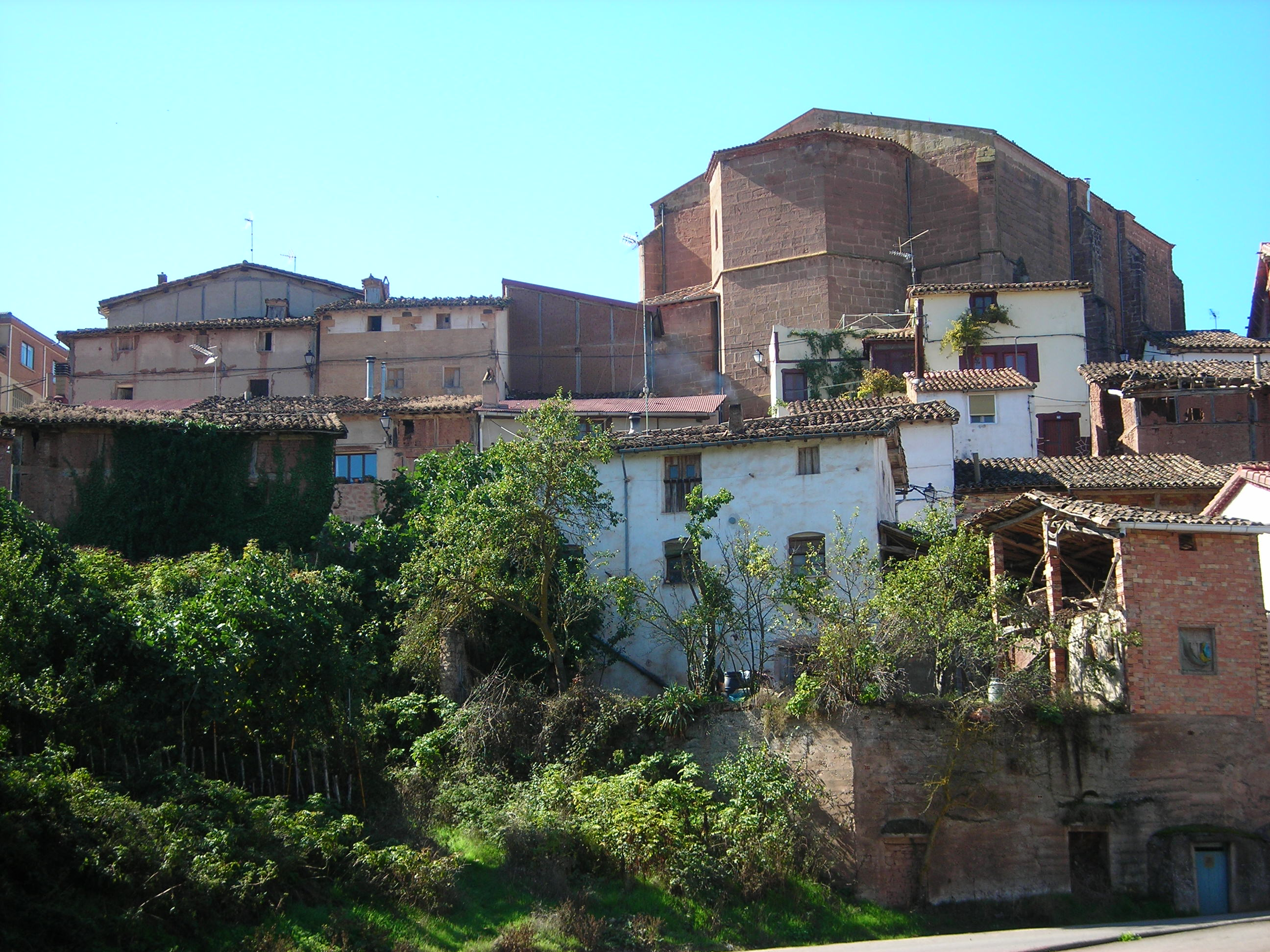
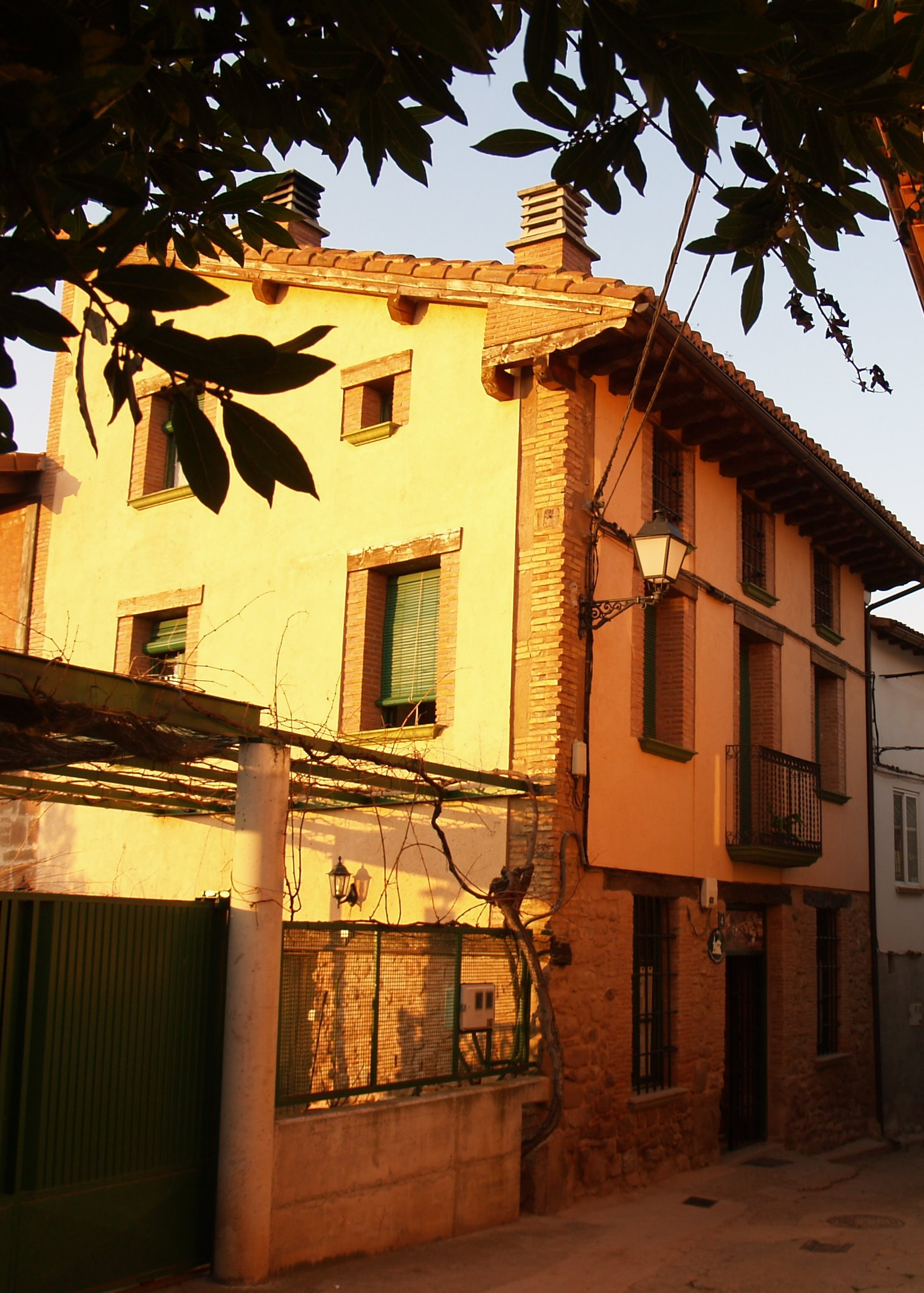
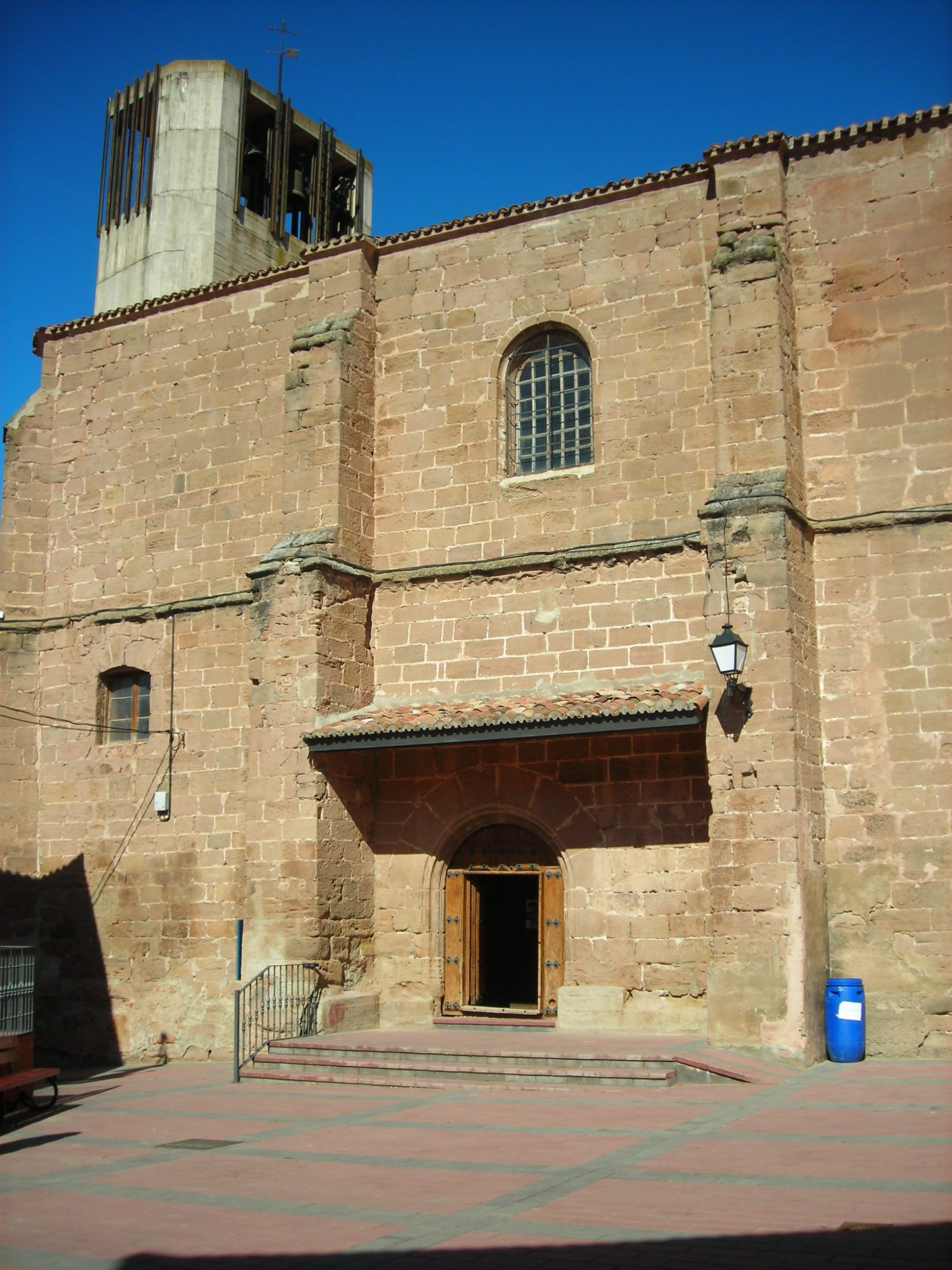
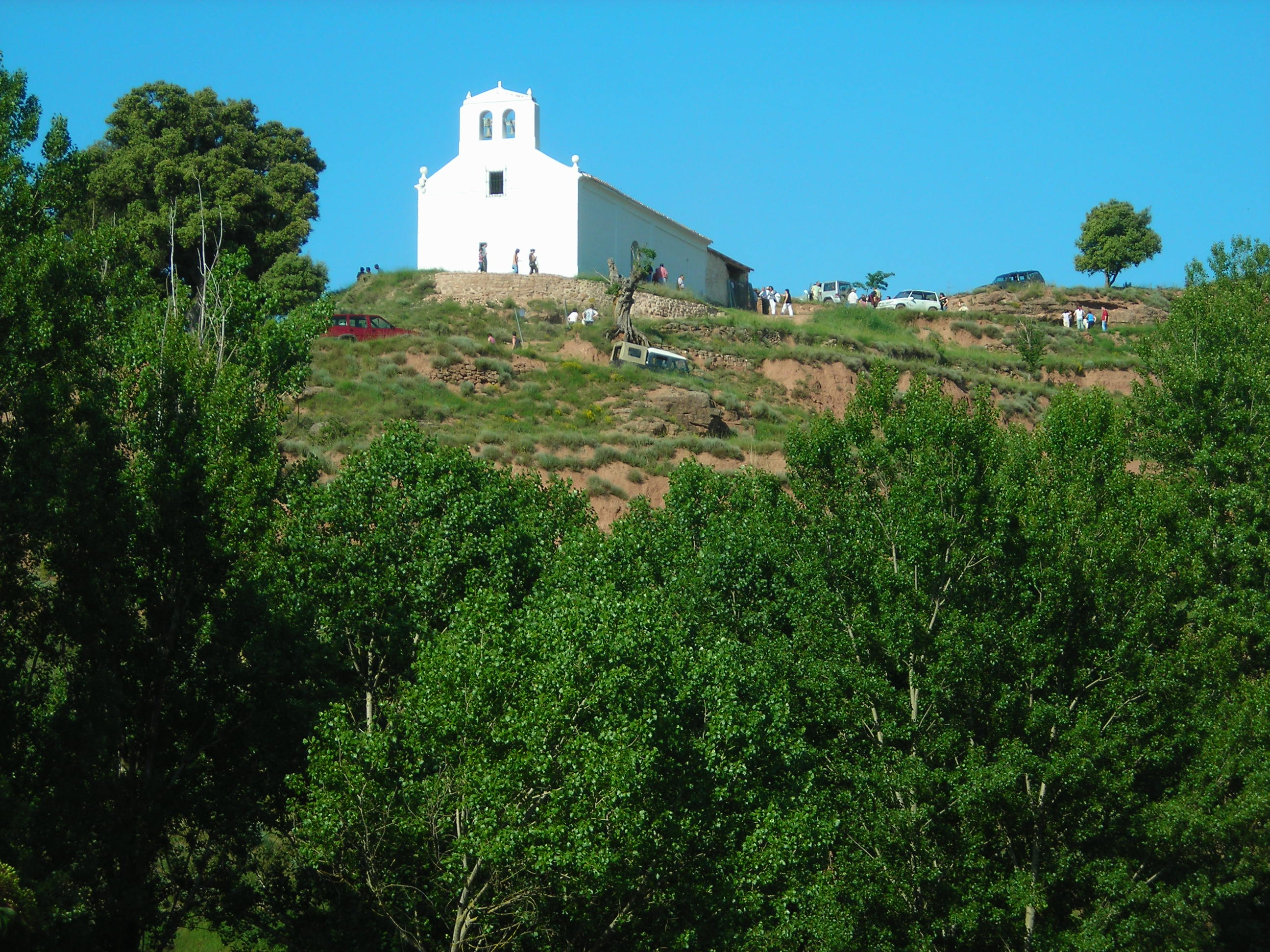

Bron: INE, 1857-2011: volkstellingen